# 河口庙水库
河口庙水库是中国陕西省榆林市横山县境内的一座水库，位于芦河上，建于1975年。水库正常库容为2100万立方米，集雨面积为538平方千米，海拔为1147米。